# David Alaba
David Olatukunbo Alaba (ur. 24 czerwca 1992 w Wiedniu) – austriacki piłkarz  występujący na pozycji obrońcy w hiszpańskim klubie Real Madryt oraz w reprezentacji Austrii. Uczestnik Mistrzostw Europy 2016 i 2020.
Wychowanek Austrii Wiedeń, w trakcie swojej kariery reprezentował także barwy TSG 1899 Hoffenheim. W wieku 17 lat rozegrał pierwszy mecz w barwach reprezentacji Austrii, stając się najmłodszym debiutantem w jej historii. Na początku kariery ustawiany był często w linii pomocy, jednak wiosną 2012 ówczesny trener Bayernu Jupp Heynckes przekwalifikował Alabę na lewego obrońcę. Ośmiokrotny Piłkarz Roku w Austrii: 2011, 2012, 2013, 2014, 2015, 2016, 2020 i 2021.

## Kariera klubowa
Alaba zaczynał swoją karierę w SV Aspern, później zaś przeszedł do młodzieżowej drużyny Austrii Wiedeń. Szybko awansował do drużyny rezerw. W kwietniu 2008 udało mu się nawet usiąść na ławce rezerwowych w spotkaniu pierwszego zespołu w austriackiej Bundeslidze. Wystąpił także pięć razy w zespole rezerw. Latem 2008 kupił go Bayern Monachium.
Swoją karierę w Niemczech rozpoczął od gry w zespołach młodzieżowych U-17 i U-19. W sezonie 2009/10 został włączony do zespołu rezerw. W III lidze zadebiutował w sierpniu 2009 w spotkaniu przeciwko Dynamie Drezno, natomiast pierwszego gola dla rezerw Bayernu strzelił 31 sierpnia 2009. W sezonie 2009/2010 znalazł się w kadrze pierwszego zespołu na rozgrywki Ligi Mistrzów.
W pierwszym zespole Alaba występuje z numerem 27.
1 stycznia 2011 został wypożyczony do TSG 1899 Hoffenheim, a w połowie roku wrócił do Bayernu.
28 maja 2021 został ogłoszony nowym zawodnikiem Realu Madryt. 17 grudnia 2023, grając dla tego klubu w meczu z klubem Villarreal, zerwał więzadło krzyżowe przednie w lewym kolanie, co wymusiło jego operację i długą przerwę od treningów.

### Pozycja
Na początku swojej kariery grał na pozycji defensywnego pomocnika, później częściej grał jako typowy lewy obrońca, zaś obecnie najczęściej zobaczymy go, jak gra na pozycji środkowego obrońcy.

## Kariera reprezentacyjna
Alaba reprezentował Austrię na szczeblach młodzieżowych U-17 i U-21. W październiku 2009 został powołany do reprezentacji Austrii na spotkanie przeciwko Francji. W spotkaniu tym zadebiutował, co czyni go najmłodszym reprezentantem Austrii w historii. W eliminacjach Euro 2016 strzelił dla swojej drużyny 4 gole.

## Kariera szkoleniowa
Alaba pracował także jako asystent trenera Bayernu Monachium U-11.

## Statystyki

### Klubowe
(aktualne na 11 lutego 2023)
| Klub                       | Sezon             | Liga              | Liga  | Liga   | Puchar kraju | Puchar kraju | Europa | Europa | Inne  | Inne   | Suma  | Suma   |
| Klub                       | Sezon             | Liga              | Mecze | Bramki | Mecze        | Bramki       | Mecze  | Bramki | Mecze | Bramki | Mecze | Bramki |
| -------------------------- | ----------------- | ----------------- | ----- | ------ | ------------ | ------------ | ------ | ------ | ----- | ------ | ----- | ------ |
| Bayern Monachium II        | 2009/2010         | 3. Liga           | 23    | 1      | —            | —            | —      | —      | —     | —      | 23    | 1      |
| Bayern Monachium II        | 2010/2011         | 3. Liga           | 10    | 0      | —            | —            | —      | —      | —     | —      | 10    | 0      |
| Bayern Monachium II        | Ogółem            | Ogółem            | 33    | 1      | —            | —            | —      | —      | —     | —      | 33    | 1      |
| Bayern Monachium           | 2009/2010         | Bundesliga        | 3     | 0      | 1            | 0            | 2      | 0      | —     | —      | 6     | 0      |
| Bayern Monachium           | 2010/2011         | Bundesliga        | 2     | 0      | 1            | 0            | 0      | 0      | 0     | 0      | 3     | 0      |
| Bayern Monachium           | 2011/2012         | Bundesliga        | 30    | 2      | 6            | 1            | 11     | 0      | —     | —      | 47    | 3      |
| Bayern Monachium           | 2012/2013         | Bundesliga        | 23    | 3      | 4            | 0            | 11     | 2      | 0     | 0      | 38    | 5      |
| Bayern Monachium           | 2013/2014         | Bundesliga        | 28    | 2      | 5            | 0            | 12     | 2      | 4     | 0      | 49    | 4      |
| Bayern Monachium           | 2014/2015         | Bundesliga        | 19    | 2      | 3            | 3            | 6      | 0      | 1     | 0      | 29    | 5      |
| Bayern Monachium           | 2015/2016         | Bundesliga        | 30    | 1      | 5            | 0            | 10     | 1      | 1     | 0      | 46    | 2      |
| Bayern Monachium           | 2016/2017         | Bundesliga        | 32    | 4      | 5            | 1            | 9      | 0      | 1     | 0      | 47    | 5      |
| Bayern Monachium           | 2017/2018         | Bundesliga        | 23    | 2      | 6            | 0            | 7      | 0      | 0     | 0      | 36    | 2      |
| Bayern Monachium           | 2018/2019         | Bundesliga        | 31    | 3      | 4            | 0            | 7      | 0      | 1     | 0      | 43    | 3      |
| Bayern Monachium           | 2019/2020         | Bundesliga        | 28    | 1      | 5            | 1            | 8      | 0      | 1     | 0      | 42    | 2      |
| Bayern Monachium           | 2020/2021         | Bundesliga        | 33    | 2      | 1            | 0            | 8      | 0      | 3     | 0      | 45    | 2      |
| Bayern Monachium           | Ogółem            | Ogółem            | 281   | 22     | 46           | 6            | 92     | 5      | 12    | 0      | 431   | 33     |
| TSG 1899 Hoffenheim (wyp.) | 2010/2011         | Bundesliga        | 17    | 2      | 1            | 0            | —      | —      | —     | —      | 18    | 2      |
| Real Madryt                | 2021/2022         | Primera División  | 30    | 2      | 3            | 0            | 12     | 1      | 1     | 0      | 46    | 3      |
| Real Madryt                | 2022/2023         | Primera División  | 17    | 1      | 0            | 0            | 6      | 0      | 3     | 1      | 26    | 2      |
| Real Madryt                | 2024/2025         | Primera División  | 1     | 0      | 0            | 0            | 0      | 0      | 0     | 0      | 1     | 0      |
| Real Madryt                | Ogółem            | Ogółem            | 48    | 3      | 3            | 0            | 18     | 1      | 4     | 1      | 73    | 5      |
| Ogółem w karierze          | Ogółem w karierze | Ogółem w karierze | 379   | 28     | 51           | 7            | 110    | 6      | 16    | 1      | 555   | 41     |

### Reprezentacyjne
(aktualne na 20 listopada 2022)
| Reprezentacja | Rok     | Występy | Bramki |
| ------------- | ------- | ------- | ------ |
| Austria       | 2009    | 2       | 0      |
| Austria       | 2010    | 3       | 0      |
| Austria       | 2011    | 11      | 0      |
| Austria       | 2012    | 5       | 1      |
| Austria       | 2013    | 10      | 5      |
| Austria       | 2014    | 4       | 2      |
| Austria       | 2015    | 7       | 3      |
| Austria       | 2016    | 12      | 0      |
| Austria       | 2017    | 5       | 0      |
| Austria       | 2018    | 8       | 2      |
| Austria       | 2019    | 5       | 1      |
| Austria       | 2020    | 4       | 0      |
| Austria       | 2021    | 15      | 0      |
| Austria       | 2022    | 7       | 1      |
| Ogólnie       | Ogólnie | 98      | 15     |

## Sukcesy

### Bayern Monachium
- Mistrzostwo Niemiec: 2009/2010, 2012/2013, 2013/2014, 2014/2015, 2015/2016, 2016/2017, 2017/2018, 2018/2019, 2019/2020, 2020/2021
- Puchar Niemiec: 2009/2010, 2012/2013, 2013/2014, 2015/2016, 2018/2019, 2019/2020
- Superpuchar Niemiec: 2010, 2012, 2016, 2017, 2018, 2020
- Liga Mistrzów UEFA: 2012/2013, 2019/2020
- Superpuchar Europy UEFA: 2013, 2020
- Klubowe mistrzostwo świata: 2013, 2020

### Real Madryt
- Mistrzostwo Hiszpanii: 2021/2022
- Superpuchar Hiszpanii: 2021/2022
- Puchar Króla: 2022/2023
- Liga Mistrzów UEFA: 2021/2022 , 2023/24
- Superpuchar Europy UEFA: 2022
- Klubowe mistrzostwo świata: 2022

### Wyróżnienia
- Piłkarz Roku w Austrii: 2011, 2012, 2013, 2014, 2015, 2016, 2020, 2021[2]
- Austriacka Sportowa Osobowość Roku: 2013, 2014
- Drużyna Roku UEFA: 2013, 2014
- Drużyna Roku ESM: 2014
- Jedenastka Roku FIFA FIFPro: 2021[17]

## Życie prywatne
Alaba urodził się w Wiedniu. Jego matka pochodzi z Filipin, a ojciec z Nigerii. Ojciec piłkarza w latach 90. był jednym z najpopularniejszych muzyków popowych w Austrii, a obecnie (grudzień 2013) pracuje jako DJ w wiedeńskich klubach. Ma siostrę Rosę. Jego dziewczyną jest Shalimar Heppner.